# Dorette König
Dorette König (* 1964 in Güstrow) ist eine deutsche Managerin und ehemalige parteilose Staatssekretärin in Brandenburg.

## Leben und beruflicher Werdegang
Dorette König wuchs in Schwerin auf. Sie studierte von 1983 bis 1987 in Kiew Volkswirtschaftsplanung mit Abschluss als Diplomökonomin. Seit 1988 arbeitete sie für das Ministerium für Bildung und Wissenschaft in Ost-Berlin. Anschließend war sie im Immobilienbereich tätig und bildete sich berufsbegleitend fort, zunächst 1992 bis 1993 zur Kaufmännin der Wohnungswirtschaft, 1996 dann an der EBS Universität für Wirtschaft und Recht zur Immobilienökonomin. Von 1995 bis 2006 war sie bei der Brandenburgischen Boden Gesellschaft für Grundstücksverwaltung und -verwertung mbH beschäftigt, zuletzt als deren Geschäftsführerin.
Von 2006 bis 2007 amtierte sie als Staatssekretärin im Ministerium für Infrastruktur und Raumordnung des Landes Brandenburg. Anschließend kehrte sie in die Wirtschaft zurück und war zunächst von 2008 bis 2011 als Geschäftsführerin in einer Immobilienfirma tätig. Von 2011 bis 2021 war sie als Geschäftsführerin des ADAC Berlin-Brandenburg e. V. tätig. Seit Januar 2022 ist sie geschäftsführende Gesellschafterin einer Unternehmensberatungsfirma an ihrem Wohnort Königs Wusterhausen.
Nebenberuflich ist König Mitglied der Aufsichtsgremien mehrerer öffentlicher Unternehmen. So gehört sie den Aufsichtsräten der Berliner landeseigenen Wohnungsbaugesellschaften Degewo AG (seit 2021 als Vorsitzende) und Gewobag an. Vom August 2022 bis April 2023 war sie amtierende Vorsitzende des Verwaltungsrats des Rundfunks Berlin-Brandenburg (RBB), dem sie seit 2011 als Mitglied und seit 2019 als stellvertretende Vorsitzende angehört hatte.
Im Februar 2023 wurde bekannt, dass König eine Zulage von 200 Euro pro Monat für die Zeit des ARD-Vorsitzes von Senderchefin Schlesinger erhielt und König in diesem Zuge den Vorsitz im Finanzausschuss der ARD-Gremienvorsitzendenkonferenz (GVK) übernahm. Keines der Mitglieder des Verwaltungsrats des RBB erinnerte über einen Beschluss über Zahlung von Zulagen für den ARD-Vorsitz. Ihr stand reguläre eine monatliche Aufwandsentschädigung für das Ehrenamt von 500 Euro zuzüglich einer Sitzungspauschale von 75 Euro zu.

## Politik
Dorette König ist parteilos. Seit den 80er-Jahren bis zur Wende war Dorette König überzeugtes Mitglied der SED. 2003 bewarb sie sich erfolglos für ein CDU-Mandat in der Stadtverordnetenversammlung Königs Wusterhausen. Von 2006 bis 2007 war sie parteilose Staatssekretärin im Ministerium für Infrastruktur und Raumordnung des Landes Brandenburg. Ministerpräsident Matthias Platzeck bezeichnete sie damals als „SPD-nah“.